# 다니엘 슈테판
다니엘 슈테판(독일어: Daniel Stephan, 1973년 8월 3일~)은 독일의 핸드볼 선수로 포지션은 센터백이다. 현역 시절에 핸드볼 분데스리가의 팀인 TBV 렘고의 일원으로 활약하여 리그 우승 3회를 달성했고, EHF 컵과 EHF 컵 위너스 컵 우승을 1회 달성했다. 
독일 국가대표팀 선수로 국제 대회에 참가한 그는 올림픽에 3회 출전하여 2004년 하계 올림픽에서 준우승을 차지했다. 1998년에는 국제 핸드볼 연맹 올해의 선수로 선정되었다.